# Tatjana Poetsjek
Tatjana Poetsjek (Wit-Russisch: Татьяна Пучек) (Minsk, 9 januari 1979) is een voormalig tennisspeelster uit Wit-Rusland. Zij begon met tennis toen zij zeven jaar oud was. Haar favoriete ondergrond is hardcourt. Zij speelt rechtshandig en heeft een tweehandige backhand. Zij was actief in het proftennis van 1998 tot en met 2012.

## Loopbaan

### Enkelspel
Poetsjek debuteerde in 1994 op het ITF-toernooi van Kiev (Oekraïne). Zij stond in 1996 voor het eerst in een finale, op het ITF-toernooi van Donetsk (Oekraïne) – zij verloor van de Oekraïense Tatiana Kovalchuk. In 2000 veroverde Poetsjek haar eerste titel, op het ITF-toernooi van Batoemi (Georgië), door landgenote Nadzeja Astrowskaja te verslaan. In totaal won zij drie ITF-titels, de laatste in 2005 in Warschau (Polen).
In 2000 kwalificeerde Poetsjek zich voor het eerst voor een WTA-hoofdtoernooi, op het toernooi van Miami. Zij bereikte er de tweede ronde. Zij stond in 2002 voor het eerst (tevens de enige keer) in een WTA-finale, op het toernooi van Tasjkent – zij verloor van de (toen nog) Armeense Marie-Gaïané Mikaelian. Zij won nooit een WTA-enkelspeltitel.
Haar beste resultaat op de grandslamtoernooien is het bereiken van de derde ronde, op de Australian Open 2003. Haar hoogste positie op de WTA-ranglijst is de 55e plaats, die zij bereikte in juli 2002.

### Dubbelspel
Poetsjek behaalde in het dubbelspel betere resultaten dan in het enkelspel. Zij debuteerde in 1994 op het ITF-toernooi van Ratzeburg (Duitsland) samen met de Slowaakse Simona Galíková. Zij stond in 1996 voor het eerst in een finale, op het ITF-toernooi van Ourense (Spanje), samen met landgenote Olga Glouschenko – zij verloren van het Nederlandse duo Annemarie Mikkers en Henriëtte van Aalderen. In 1997 veroverde Poetsjek haar eerste titel, op het ITF-toernooi van Šiauliai (Litouwen), samen met landgenote Olga Glouschenko, door het eigenlandse duo Nadzeja Astrowskaja en Vera Zhukovets te verslaan. In totaal won zij twintig ITF-titels, de laatste in 2009 in Fort Walton Beach (VS).
In 1999 speelde Poetsjek voor het eerst op een WTA-hoofdtoernooi, op het toernooi van Moskou, samen met de Tsjechische Michaela Paštiková. Zij stond in 2001 voor het eerst in een WTA-finale, op het toernooi van Tasjkent, samen met de Oekraïense Tetjana Perebyjnis – zij verloren van het koppel Petra Mandula en Patricia Wartusch. In 2002 veroverde Poetsjek haar eerste WTA-titel, op het toernooi van Tasjkent, samen met de Oekraïense Tetjana Perebyjnis, door het koppel Mia Buric en Galina Fokina te verslaan. In totaal won zij acht WTA-titels, de laatste in 2011 in Bakoe, samen met de Oekraïense Marija Koryttseva. Vijf van haar acht WTA-dubbelspeltitels vergaarde Poetsjek in Tasjkent.
Haar beste resultaat op de grandslamtoernooien is het bereiken van de derde ronde. Haar hoogste positie op de WTA-ranglijst is de 25e plaats, die zij bereikte in september 2008.

## Posities op deWTA-ranglijst
Positie per einde seizoen:
| jaar | rang enkelspel | rang dubbelspel |
| ---- | -------------- | --------------- |
| 2011 | 941            | 71              |
| 2010 | 357            | 53              |
| 2009 | 263            | 54              |
| 2008 | 180            | 37              |
| 2007 | 92             | 39              |
| 2006 | 116            | 99              |
| 2005 | 168            | 112             |
| 2004 | 232            | 104             |
| 2003 | 121            | 64              |
| 2002 | 99             | 76              |
| 2001 | 76             | 80              |
| 2000 | 87             | 72              |
| 1999 | 135            | 122             |
| 1998 | 211            | 168             |
| 1997 | 231            | 211             |
| 1996 | 373            | 366             |
| 1995 | 720            | 834             |
| 1994 | 780            | –               |

## Palmares
| Legenda                | Legenda                  |
| ---------------------- | ------------------------ |
| Grandslamtoernooi      |                          |
| Olympische Spelen      |                          |
| Year-End Championships |                          |
| tot 2009               | 2009 – 2020 / vanaf 2021 |
| Tier I                 | Premier Mandatory        |
| Tier II                | Premier Five / WTA 1000  |
| Tier III               | Premier / WTA 500        |
| Tier IV & V            | International / WTA 250  |
|                        | Challenger / WTA 125     |

### WTA-finaleplaatsen enkelspel
| nr.              | finale     | toernooi     | ondergrond | tegenstandster         | score    |         |
| ---------------- | ---------- | ------------ | ---------- | ---------------------- | -------- | ------- |
| gewonnen finales |            |              |            |                        |          |         |
| geen             |            |              |            |                        |          |         |
| verloren finales |            |              |            |                        |          |         |
| 1.               | 2002-06-16 | WTA Tasjkent | hardcourt  | Marie-Gaïané Mikaelian | 4-6, 4-6 | details |

### WTA-finaleplaatsen vrouwendubbelspel
| nr.              | finale     | toernooi       | ondergrond    | partner                | tegenstandsters                             | score            |         |
| ---------------- | ---------- | -------------- | ------------- | ---------------------- | ------------------------------------------- | ---------------- | ------- |
| gewonnen finales |            |                |               |                        |                                             |                  |         |
| 1.               | 2002-06-16 | WTA Tasjkent   | hardcourt     | Tetjana Perebyjnis     | Mia Buric Galina Fokina                     | 7-5, 6-2         | details |
| 2.               | 2003-10-12 | WTA Tasjkent   | hardcourt     | Joelija Bejhelzymer    | Li Ting Sun Tiantian                        | 6-3, 7-6         | details |
| 3.               | 2006-10-08 | WTA Tasjkent   | hardcourt     | Viktoryja Azarenka     | Maria Elena Camerin Emmanuelle Gagliardi    | walk-over        | details |
| 4.               | 2008-09-21 | WTA Guangzhou  | hardcourt     | Marija Koryttseva      | Sun Tiantian Yan Zi                         | 6-3, 4-6, [10-8] | details |
| 5.               | 2009-09-20 | WTA Guangzhou  | hardcourt     | Volha Havartsova       | Kimiko Date-Krumm Sun Tiantian              | 3-6, 6-2, [10-8] | details |
| 6.               | 2009-09-27 | WTA Tasjkent   | hardcourt     | Volha Havartsova       | Vitalia Djatsjenko Katsjarina Dzehalevitsj  | 6-2, 6-7, [10-8] | details |
| 7.               | 2010-09-25 | WTA Tasjkent   | hardcourt     | Aleksandra Panova      | Alexandra Dulgheru Magdaléna Rybáriková     | 6-3, 6-4         | details |
| 8.               | 2011-07-24 | WTA Bakoe      | hardcourt     | Marija Koryttseva      | Monica Niculescu Galina Voskobojeva         | 6-3, 2-6, [10-8] | details |
| verloren finales |            |                |               |                        |                                             |                  |         |
| 1.               | 2001-06-17 | WTA Tasjkent   | hardcourt     | Tetjana Perebyjnis     | Petra Mandula Patricia Wartusch             | 1-6, 4-6         | details |
| 2.               | 2003-02-08 | WTA Haiderabad | hardcourt     | Jevgenia Koelikovskaja | Jelena Lichovtseva Iroda Tulyaganova        | 4-6, 4-6         | details |
| 3.               | 2007-07-22 | WTA Cincinnati | hardcourt     | Alina Zjidkova         | Bethanie Mattek Sania Mirza                 | 6-7, 5-7         | details |
| 4.               | 2007-10-07 | WTA Tasjkent   | hardcourt     | Anastasia Rodionova    | Katsjarina Dzehalevitsj Anastasija Jakimava | 6-2, 4-6, [7-10] | details |
| 5.               | 2007-10-14 | WTA Moskou     | tapijt (i)    | Viktoryja Azarenka     | Cara Black Liezel Huber                     | 6-4, 1-6, [7-10] | details |
| 6.               | 2008-01-12 | WTA Sydney     | hardcourt     | Tetjana Perebyjnis     | Yan Zi Zheng Jie                            | 4-6, 6-7         | details |
| 7.               | 2010-08-08 | WTA Kopenhagen | hardcourt (i) | Vitalia Djatsjenko     | Julia Görges Anna-Lena Grönefeld            | 4-6, 4-6         | details |

## Resultaten grandslamtoernooien
| Legenda | Legenda                          |
| ------- | -------------------------------- |
| g.t.    | geen toernooi gehouden           |
| l.c.    | lagere categorie                 |
| –       | niet deelgenomen                 |
| G       | uitgeschakeld in de groepsfase   |
| 1R      | uitgeschakeld in de eerste ronde |
| 2R      | uitgeschakeld in de tweede ronde |
| 3R      | uitgeschakeld in de derde ronde  |
| 4R      | uitgeschakeld in de vierde ronde |
| KF      | uitgeschakeld in de kwartfinale  |
| HF      | uitgeschakeld in de halve finale |
| F       | de finale verloren               |
| W       | het toernooi gewonnen            |
| w-v     | winst/verlies-balans             |

### Enkelspel
| Australian Open | –  | 1R | 1R | 3R | –  | –  | –  | 1R |
| Roland Garros   | –  | 2R | 1R | 1R | –  | –  | 2R | –  |
| Wimbledon       | –  | 1R | 2R | 1R | 1R | –  | 2R | –  |
| US Open         | 1R | 2R | 1R | 1R | –  | 1R | 1R | –  |

### Vrouwendubbelspel
| Toernooi        | 1999 | 2000 | 2001 | 2002 | 2003 | 2004 | 2005 | 2006 | 2007 | 2008 | 2009 | 2010 | 2011 |
| --------------- | ---- | ---- | ---- | ---- | ---- | ---- | ---- | ---- | ---- | ---- | ---- | ---- | ---- |
| Australian Open | –    | 1R   | 1R   | 1R   | 1R   | 2R   | 1R   | –    | –    | 2R   | 2R   | 1R   | 1R   |
| Roland Garros   | –    | 2R   | 2R   | 1R   | 1R   | 1R   | –    | 1R   | 2R   | 2R   | 1R   | 1R   | 1R   |
| Wimbledon       | –    | 1R   | 2R   | 2R   | 1R   | 2R   | 1R   | 1R   | –    | 1R   | 3R   | 1R   | 2R   |
| US Open         | 1R   | 1R   | 2R   | 1R   | 2R   | 1R   | –    | –    | 2R   | 3R   | 1R   | 1R   | 2R   |

### Gemengd dubbelspel
| Toernooi        | 2001 | 2002 | 2003 |    | 2008 |
| --------------- | ---- | ---- | ---- | -- | ---- |
| Australian Open | –    | –    | –    | –  |      |
| Roland Garros   | –    | –    | –    | 1R |      |
| Wimbledon       | 1R   | 1R   | 1R   | 2R |      |
| US Open         | –    | –    | –    | 1R |      |